# 丹下左膳 (1967年のテレビドラマ)
『丹下左膳』（たんげさぜん）は、1967年10月3日から1968年4月2日までTBS系列局で放送されていた時代劇である。TBSと東京映画の共同製作。全26話。放送時間は毎週火曜 18:00 - 18:30 （日本標準時）。

## 概要
林不忘（長谷川海太郎）の小説『丹下左膳』5度目のテレビドラマ化作品。TBS製作のものとしては1965年 - 1966年放送の『丹下左膳』（主演：中村竹弥）に続く2作目で、本作では松山英太郎が丹下左膳役を演じていた。
主題歌「左膳のブルース」は、当時TBSで放送されていたアニメ『オバケのQ太郎』や『パーマン』（いずれも第1作）の原作者であった漫画家の藤子不二雄（藤子・F・不二雄、藤子不二雄Ⓐ）が作詞しており、本編の第11話「夢想剣と二匹の侍」では藤子F（藤本弘）が藤 富士之丞（ふじ ふじのじょう）、藤子Ⓐ（安孫子素雄）が藤 富士之助（ふじ ふじのすけ）の役名でゲスト出演している。

## 出演者
- 丹下左膳：松山英太郎
- ジュディ・オング
- 上原浩
- 鶴賀二郎
- ほか

## スタッフ
- 原作：林不忘
- 脚本：雪室俊一
- 作画：小沢さとる
- 制作：TBS、東京映画

## 主題歌
「左膳のブルース」
作詞：藤子不二雄 / 作・編曲：いずみたく / 歌：松山英太郎（キングレコード）

## 各話リスト
エピソードタイトル出典
- 1967年10月31日は吉田茂元首相の国葬に伴い放送休止。

| 話数 | 放送日         | サブタイトル         |
| ---- | -------------- | -------------------- |
| 1    | 1967年 10月3日 | 柳生の忍者ども       |
| 2    | 10月10日       | 片手飛燕斬り         |
| 3    | 10月17日       | 乾雲坤竜の謎         |
| 4    | 10月24日       | 炎を斬る             |
| 5    | 11月7日        | 危うし！ 左膳と乾雲  |
| 6    | 11月14日       | 檻の中の左膳         |
| 7    | 11月21日       | 風雲箱根峠           |
| 8    | 11月28日       | 地摺りの魔剣         |
| 9    | 12月5日        | 柳生こうもり忍群     |
| 10   | 12月12日       | 富士見ヶ浜の決闘     |
| 11   | 12月19日       | 夢想剣と二匹の侍     |
| 12   | 12月26日       | 剣鬼白狐典膳         |
| 13   | 1968年 1月2日  | 決闘柳生谷           |
| 14   | 1月9日         | 神変水占い江戸城異変 |
| 15   | 1月16日        | 左膳、奉行所に！     |
| 16   | 1月23日        | 中国忍法虚空流し     |
| 17   | 1月30日        | お美代ちゃん牢破り   |
| 18   | 2月6日         | 名刀の秘密           |
| 19   | 2月13日        | だまされるな左膳！   |
| 20   | 2月20日        | 謎の刀鍛冶と女忍者   |
| 21   | 2月27日        | 稲妻とせむし男       |
| 22   | 3月5日         | 乾雲は何処へ         |
| 23   | 3月12日        | 殴り込み片腕剣法     |
| 24   | 3月19日        | 中国忍者の大乱闘     |
| 25   | 3月26日        | 謎を斬る左膳         |
| 26   | 4月2日         | 血闘！ 北の湖        |

## 漫画作品
本作の放送と並行して、小沢さとるの作画で『丹下左膳 乾雲坤竜の巻』のコミカライズが少年画報社『週刊少年キング』1967年35号から1968年14号まで連載されていた。この漫画は飽くまでも「原作小説からのコミカライズ」でありドラマ版からの間接コミカライズではないが、掲載誌では「ドラマ放映中」をPRするタイアップが積極的に行われていた。

### 単行本
- 小沢さとる『丹下左膳 乾雲坤竜〔完全版〕』マンガショップ、単巻

2011年3月20日発売 ISBN 978-4-7759-1426-7